# كلية ميلتون
كلية ميلتون [[إنج|Milton College]] هي كلية خاصة تقع في ميلتون، ولاية ويسكونسن. تأسست في عام 1844م باسم أكاديمية ميلتون، وأغلقت في عام 1982م. حرم الجامعة هو الآن جزء من منطقة ميلتون التاريخية.

## التاريخ
تأسست الكلية بمسمى أكاديمية ميلتون (المدرسة الثانوية) من قبل مجموعة من المستوطنين في وقت مبكر ميلتون، بما في ذلك جوزيف جودريتش مالك ميلتون هاوس. نمت في نهاية المطاف لتشمل 16 مبنى موزعة على 24 أكر (97,000 م2). اشتهر قسم الموسيقى التابع لها، كما أنها تحوي نسبة عالية من الطلاب الأجانب. على الرغم من أن العديد من الطلاب جاءوا في البداية من ميلتون، إلا أن خريجي الكلية في السنوات اللاحقة سيبقون في ميلتون أو يعودون إلى بلادهم. 

### الإغلاق
في 15 مايو 1982م، أغلقت كلية ميلتون أبوابها فجأة. في ذلك الوقت كانت أقدم كلية في ويسكونسن تعمل باستمرار.  صوت مجلس أمناء الكلية 18-2 لإغلاق الحرم الجامعي بعد إخطار من الرابطة الشمالية المركزية للكليات والمدارس بأنه سوف ينتهي اعتماد الكلية في فصل الخريف. وقد كان قبل ذلك في حالة الاختبار. نبع القرار من الوضع المالي الهش المستمر للكلية، والتي بلغت ذروتها في ديون 4 ملايين دولار. في الواقع، كانت كلية ميلتون تكافح ماليًا منذ الكساد العظيم، قبل 50 عامًا. دون الاعتماد لن ترى الكلية أي قروض أو منح اتحادية، مما يزيد من صعوبة وضع حد لتسجيل الطلاب. علاوة على ذلك لم تعد قادرة على التنافس مع المدارس في نظام جامعة ولاية ويسكونسن.
كان حوالي 135 طالبًا يخططون للعودة إلى الحرم الجامعي عندما أغلقت المدرسة، ولم يتبق للكثير منهم سوى اعتمادات قليلة حتى الانتهاء من دراستهم. تفاوض المسؤولون مع الجامعات الأخرى لقبول طلاب ميلتون. 

## الحياة في الحرم الجامعي

### الألعاب الرياضية
كانت الكلية عضواً في اتحاد الطلاب الجامعيين الرياضي، وشاركت في رياضة البيسبول وكرة السلة وكرة القدم.

#### كرة القدم
أرسل ميلتون أول فريق لكرة القدم في عام 1899م، وآخر في عام 1981م. لم ترسل فرق من 1904م إلى 1915ن ومن 1943م إلى 1945م. خلال هذا الوقت حصلت الكلية سبعة ألقاب أمريكية وتسعة ألقاب للمؤتمرات، في الأعوام 1935م و1956م و1961م و1964م و1974م و1976م و1978م و1980م و1981م. لعب فريق القطط الوحشية في 419 لعبة خلال هذا الوقت وسجلت 194عام 1997م.  كانت المدرسة عضوًا في مؤتمر ليني بادقر لكرة القدم من 1976م إلى 1982م.
جمعيات رجالية
- ألفا سيجما فاي (سابقًا ألفا كابا بي )
- سيجما بي ( دلتا كابا سابقًا وتشي دلتا رو)
- تاو كابا إبسيلون

لا توجد جمعيات رجالية أو نسوية في الحرم الجامعي بعد عام 1977م بسبب انخفاض عدد الحضور. 

### وسائل الإعلام
- نوايا - الحولية الكلية
- ميلتون كلية مراجعة - صحيفة الطالب
- دبليو في إم سي - محطة إذاعية للكلية [5]
- دبليو إم دي إف - محطة إذاعية للكلية [6]

## الحرم الجامعي
عندما أغلقت المدرسة سلمت المباني إلى البنوك التي أبقتها على قيد الحياة على مر السنين. تحول معظم المباني إلى استخدام تجاري أو سكني.
- حفظت القاعة الرئيسية من قبل جمعية الحفاظ على القاعة الرئيسية، وهي بمثابة نصب تذكاري للكلية. صور في مبنى ذكرى أعضاء هيئة التدريس والخريجين على مر السنين.
- أصبحت المكتبة الآن مركز شو المجتمعي، المملوك لمدينة ميلتون. ويضم كل من قاعة المدينة ومكتبة ميلتون العامة. [1]
- تحولت مساكن الطلبة إلى مباني سكنية.
- الصالة الرياضية هي موطن كنيسة مجتمع كروس بوينت تشيرش.